# Замок Кагошіма
Замок Кагошіма (яп. 鹿児島城, Kagoshima-jō), також відомий як  Замок Цурумару - колишній японський замок,що був розташований у місті Кагошіма, префектура Кагошіма.

## Історія
Замок Каґошіма був побудований у 1601 році Мацудайрою Іехісою, главою клану Шімадзу та першим даймьо домену Сацума, під час раннього періоду Едо. Роком раніше батько Іехіси Шімадзу Йосіхіро, один із даймьо західного альянсу, який виступав проти Токугави Іеясу, зазнав поразки у битві при Секігахара . Замок був побудований незабаром після поразки і в умовах гострої політичної напруги з Іеясу. Замок Кагошіма відрізняється невеликими масштабами і досить низькою якістю як для головного замку одного з найбагатших володінь Японії. Кажуть, що Шімадзу боявся дати Токуґаві привід атакувати територію Шімадзу, побудувавши надто великий замок.
Замок Кагошіма був знищений під час пожежі в 1874 році та не відновлений, і зараз це лише руїни. Від замку залишилися лише рови та кам’яні стіни.  Ворота Отемона були реконструйовані в 2018 році. Реймейкан, Центр історичних матеріалів префектури Кагосіма розташований на території замку.

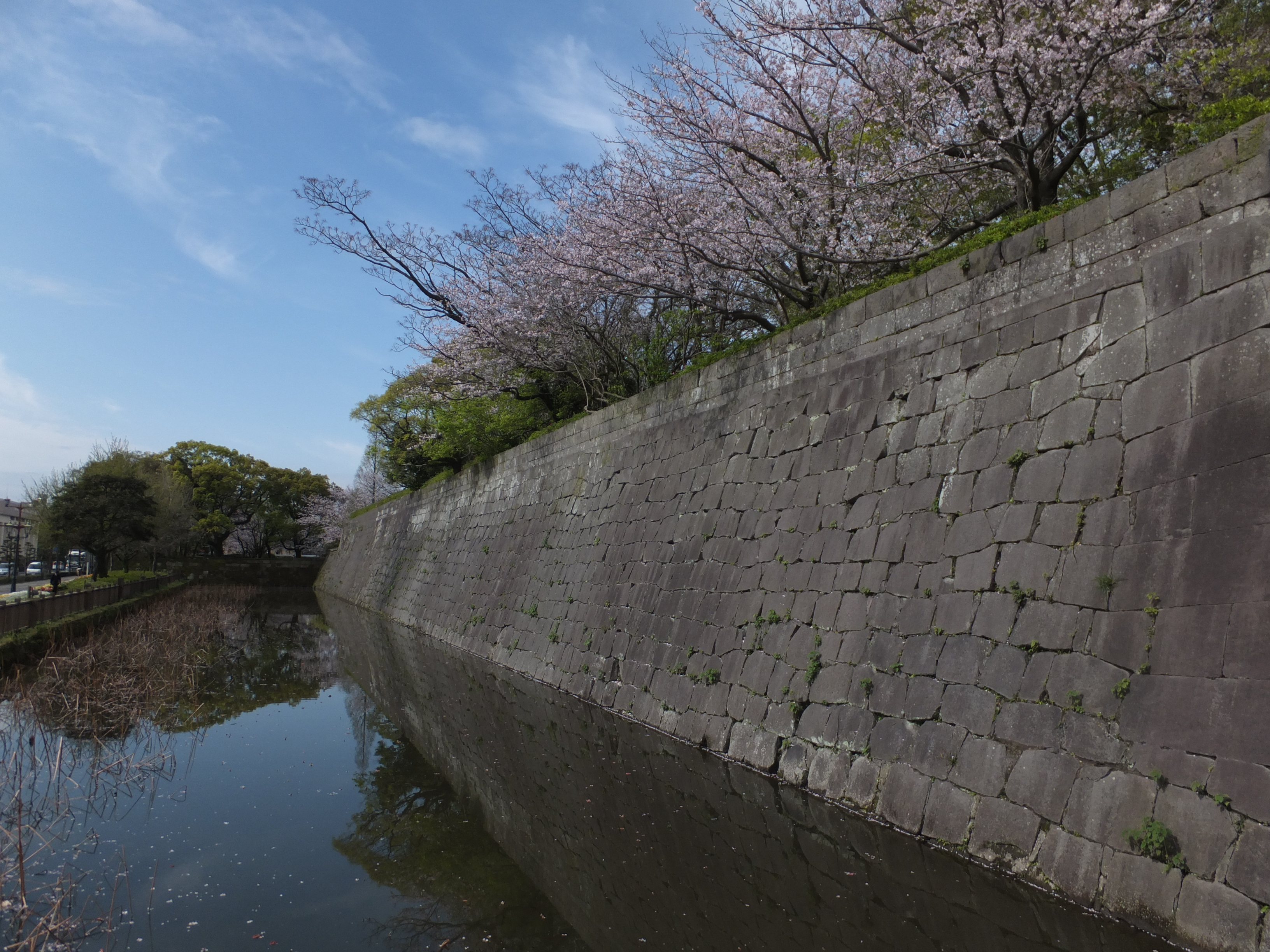
Водний рів і кам'яна стіна замку Кагошіма